# Indian Springs (Nevada)
Indian Springs ist eine Ortschaft im County Clark County, im Bundesstaat Nevada in den Vereinigten Staaten von Amerika. Das U.S. Census Bureau hat bei der Volkszählung 2020 eine Einwohnerzahl von 912 ermittelt.
Indian Springs liegt in der Nähe der Nellis Range.

## Geografie und Klima
Nach Angaben des United States Census Bureau breitet sich Indian Springs über eine Fläche von 49,3 km² aus. Indian Springs ist eine Wüstensiedlung und hat kein offenes Wasser. Der Ort liegt bei den geographischen Koordinaten 36° 34' N, 115° 40' W.

## Bevölkerungsstatistik
Nach der Volkszählung von 2000 leben in Indian Springs 1302 Menschen in 526 Haushalten und 341 Familien. Die Bevölkerungsdichte liegt bei 26,4 Personen/km².

## Geschichte
In Indian Springs stand ursprünglich ein Brunnen für die dortigen Indianer. Später wurde es zu einer Künstlerkolonie. Heute leben hier viele Soldaten und ihre Familien, 1982 stießen im Indian Springs Air Force Auxiliary Air Field einige trainierende Kunstflieger zusammen, bei dem Unfall starben 4 Piloten. Die Basis heißt heute Creech Air Force Base, eine Basis von Drohnenverbänden.